# Charles Caccia
Charles L. Caccia (* 28. April 1930 in Mailand, Italien; † 3. Mai 2008 in Ottawa) war ein kanadischer Politiker der Liberal Party of Canada.
Von 1968 bis 2004 war Caccia Mitglied im House of Commons für den Wahlkreis Davenport in Ontario. An der Universität von Toronto war er Professor für Forstwirtschaft.
Unter dem Premierminister Pierre Trudeau war er vom 22. September 1981 bis zum 11. August 1983 Arbeitsminister im kanadischen Kabinett und vom 12. August 1983 bis zum 29. Juni 1984 kanadischer Umweltminister. Dieses Amt führte er unter dem Premierminister John Turner vom 30. Juni 1984 bis zum 16. September 1984 fort.
Daneben war er mehrfach parlamentarischer Sekretär, unter anderem für den Generalanwalt Kanadas, den Präsidenten des Treasury Boards und des Ministers für Arbeit und Einwanderung. Caccia hatte außerdem den Vorsitz des Ausschusses für Umwelt und nachhaltige Entwicklung. Von 2002 bis 2004 war Caccia Dean of the House des kanadischen Unterhauses.
Caccia galt als linksliberaler Abgeordneter, der sich für Umweltthemen engagierte und 2003 den Irakkrieg kritisierte.
Bei der Wahl des Parteivorsitzenden der Liberalen 2003 unterstützte Caccia als einer der wenigen die ebenfalls linksliberale Kandidatin Sheila Copps gegen den rechtsliberalen Paul Martin. Dieser gewann die Wahl und wurde 2004 zum Premierminister Kanadas gewählt. Bei den Parlamentswahlen 2004 unterstützte Paul Martin im Wahlkreis Davenport den früheren Stadtrat Mario Silva für die Liberal Party. Caccia zog daraufhin seine Kandidatur zurück und entschied sich außerdem gegen eine Kandidatur als Unabhängiger.